# Lucian Pulvermacher
Earl Lucian Pulvermacher, född 20 april 1918 i Wood County, Wisconsin, död 30 november 2009, var ledare för sedisvakantistiska True Catholic Church. Pulvermacher valdes den 24 oktober 1998 av sitt samfund till påve med namnet Pius XIII. Från officiellt romersk-katolskt håll anses han vara en motpåve.